# 스타 트렉: 더 비기닝
《스타 트렉: 더 비기닝》(Star Trek)은 2009년 개봉한 미국의 SF 액션 영화로, J. J. 에이브럼스가 감독을 맡았다. 로베르토 오르시와 앨릭스 커츠먼이 각본을 맡았으며, 패러마운트 픽처스가 배급을 맡았다. 《스타 트렉 영화 시리즈》의 제11편으로, 이전 영화랑은 이어지지 않는 새 시리즈이다. 이 영화는 시간 상으로는 제임스 T. 커크 (크리스 파인)의 부모와 스팍 (재커리 퀸토)의 부모를 등장시키고 어린 시절을 거쳐 주요 인물이 만나고 USS 엔터프라이즈 호에 타게 되는 과정을 다루는 등 이전 이야기들의 프리퀄에 해당한다. 또한, 평행 세계의 요소를 넣은 작품으로, 《스타 트렉: 디 오리지널 시리즈》의 이야기를 약간 덧붙인, 젊은 스팍과 오리지널 시리즈의 나이든 스팍을 동시에 등장시킨 작품이다.
이 영화는 본격적으로 개봉하기 앞서 오스틴, 시드니, 캘거리 등의 도시에서 선공개되었다. 2009년 5월 8일 미국과 캐나다에서 공개되었으며, 평론가들에게 매우 긍정적인 평을 받았다. 흥행에서도 성공하여, 전 세계적으로 3억 달러 이상의 수입을 냈다. 제82회 아카데미상에서는 4개 부문에 후보를 올렸다. 분장상 부문에서 수상한 이 작품은, 《스타 트렉》 영화 중 아카데미상을 처음으로 수상한 영화가 되었다. DVD와 블루레이는 2009년 11월 17일 발매되었다. 영화가 성공함에 따라, 3부작으로 제작될 것이라고 발표되었으며, 속편인 《스타트렉 다크니스》(Star Trek Into Darkness)가 2013년 5월 16일 공개되었다.

## 줄거리
우주력 2233년, 항해하던 우주 거대 함선 USS 켈빈(NCC-0514) 호 앞에 번개 폭풍이 감지되고, 이와 함께 갑자기 거대한 함선이 나타나더니 대뜸 어뢰 공격을 퍼붓기 시작한다(해당 어뢰는 이후 스타 트렉 온라인에서 파편 어뢰(Shrapnel Torpedo)로 소개된다.). 이 거대한 함선의 이름은 나라다 호로, 스스로를 로뮬런 우주 제국의 함선이라고 소개한다. 나라다 호의 함장인 네로는 USS 켈빈 호의 함장에게 자신의 배로 건너와야만 공격을 중지할 것이라고 통보하고, USS 켈빈 호의 함장은 이에 따라 부함장 조지 커크를 임시 함장으로 임명한 채 적선으로 건너간다. 그러나 나라다 호로 건너간 함장은 약속을 어긴 네로에 의해 살해당하고 USS 켈빈은 공격 패턴 브라보 6(Attack Pattern Bravo VI)을 발동시켜 나라다 호와 전면 교전에 돌입한다. 하지만 그 위력에서 나라다 호에 비해 현격하게 떨어졌던 USS 켈빈 호는 막대한 피해를 입고 결국 승무원 전원에게 대피령을 내린다. 그 와중에 적의 극심한 공격을 받아내며 계속 무기를 발포하던 USS 켈빈은 보호막이 파손된 데 이어 자동 항법 기능까지 고장나게 되고, 결국 조지 커크만 남고 그의 아이를 밴 아내를 비롯한 나머지 선원 800여 명은 왕복선을 타고 떠나게 된다. 자신의 아이와 아내, 그리고 선원들이 안전하게 탈출할 수 있도록 돕기 위해 조지 커크는 마지막 수단으로 USS 켈빈 호의 경로를 나라다 호에게 향하도록 수동설정한 채 함선을 돌진시키고, 결국 USS 켈빈 호와 함께 장렬히 산화한다. 이 영향으로 나라다 호는 함체가 틀어져 버리고 복구 기간 25년의 큰 손상을 입게 된다. 이 순간, 커크의 아내가 타고 있던 탈출선에서는 막 조지 커크의 아들인 제임스 T. 커크가 태어나고 있었다.
나이가 들어 제임스 T. 커크는 아이오와 주의 못 말리는 방랑아로 자라나는데, 하루는 단골 술집에 들어갔다가 싸움을 벌이게 된다. 이때 전 USS 엔터프라이즈 호(NCC-1701) 함장인 크리스토퍼 파이크 함장이 싸움을 중단시키고, 그의 아버지에 대해 이야기하면서, 스타플릿 아카데미에 입대하라고 권유한다. 다음날, 제임스 T. 커크는 파이크 함장이 알려준 리버사이드 조선소에 오게 되는데, 그는 그의 앞에 놓여 있는 큰 함선을 보게 된다. 이 함선이 바로 USS 엔터프라이즈 호이다. 제임스 T. 커크는 스타플릿 아카데미에 입대하여 훈련을 받게 되는데, 하루는 훈련 이행 불량이라 하여 위기를 맞게 된다. 후에 매코이가 인공 감염을 시켜 의무실에 보낸다는 명분으로 엔터프라이즈 호에 탑승시킨다.
USS 엔터프라이즈 호는 제식번호 NCC-1701을 가진 함선으로, 최고 속도는 워프 9(광속의 729배), 순항 속도는 워프 5(광속의 125배)라고 한다. 1등 조종사는 히카루 술루, 내비게이터는 파벨 체코프, 부함장은 벌컨족인 스팍이다. 히카루 술루는 워프를 실시하나 실시되지 않는다. 이 때문에 다른 함선과 비교, 약 10초 정도의 출발 시간 차이가 생기게 된다. 워프 중에 커크는 이것이 자기가 태어났던 해와 비슷한 현상임을 눈치채고, 파이크 함장에게 말한다. 스팍도 인정을 하고, 우후라도 송신이 잡히지 않는다고 하자, 파이크 함장은 그제서야 사태를 알고 보호막을 작동시키게 된다. 5초 뒤, 그들의 눈 앞에는 8척의 파괴된 스타플릿 함선이 보이게 된다. 이리저리 피하고 난 후, 그들의 눈앞에 보인 함선은 바로 나라다 호였다. 나라다 호는 벌컨을 파괴하기 위해 드릴을 굴착하고 있었고, 드릴이 끝나가자 적색 물질을 발사하려고 하였다. 커크, 술루, 올슨은 드릴로 가나, 올슨은 죽게 되고, 커크와 술루는 드릴을 고장내나, 드릴이 행성의 핵까지 굴착되게 된다. 이때문에 적색 물질이 행성의 핵에 들어가 블랙홀이 생성되고, 스팍은 여기서 어머니를 잃게 된다. 스팍은 남은 벌컨 수를 약 10,000명으로 추산한다. 이때가 우주력 2258년이다.
한편, 파이크 함장은 네로에게 고문을 받게 된다. 커크와 스팍은 서로 싸우다가 커크가 M급 행성 델타 베가(Delta Vega)에 사출된다. 커크는 델타 베가 행성에서 스타플릿 사령부로 규정 49.09조를 내세워 부당성을 설명하다가 한 괴물을 마주치게 되고 도망을 친다. 결국 동굴까지 오게 되고, 여기서 2387년에서 온 스팍과 만나게 된다.
2387년에서 온 스팍은 커크에게 마인드 멜드를 하여 자기가 오게 된 이유를 설명한다:
| “ | 우리 은하에서 한 별이 폭발하여 우리 은하 전체에 위협을 가져오게 되는 미래에서 왔다. 그 별은 폭발하여 초신성이 되었고, 나는 로뮬런에게 그들 행성을 지켜주겠다고 약속하였다. 제일 빠른 함선으로 갔으나 문제가 생겼다. 그 초신성이 로뮬러스를 파괴한 것이다. 나는 시간이 별로 없었다. 적색 물질을 이용하여 초신성 중심에 투하해야 했다. 초신성을 흡수시킨 뒤 돌아오던 때, 로뮬런 함선에서 통신이 왔는데, 자신을 네로라고 부른다; '로뮬런 제국의 붕괴는...', 블랙홀에서 탈출하려다 다 빨려들어가고 말았다. 네로가 먼저 들어갔고 먼저 도착했다. 네로는 내가 오기까지 25년을 기다렸다. 내가 블랙홀에 들어갔다가 빠져나오니, 네로가 기다리고 있었다. 네로는 내 함선을 빼앗았지만 목숨은 살려주었다. 그리고 이 행성에 전송하였다. 자기가 고향을 지키지 못했듯, 나도 그렇게 멍하니 바라다 보라는 뜻이었다. 나 때문에 수십억 명이 목숨을 잃었다. 내가 실패했기 때문이었다. | ” |

커크는 2387년에서 온 스팍과 함께 14km 떨어진 스타플릿 전초 기지에 가게 되고, 여기서 스콧을 만나게 된다. 커크와 스콧은 잠시 후 자기의 트랜스워프 방정식을 이용, USS 엔터프라이즈 호로 전송되나, 커크는 제 위치에, 스콧은 수관에 전송되게 된다. 커크는 긴급히 정화조 밸브를 열고, 스콧은 살아남게 된다. 후에 스팍은 커크와의 말다툼에서 감정적으로 휘둘리게 되고, 스팍은 지휘권을 이양한다.
USS 엔터프라이즈 호는 파벨 체코프의 계산 아래 워프 팩터 4(광속의 64배)로 토성의 위성 타이탄 위에 다다르게 되고, 커크와 스팍은 나라다에 승선한다. 커크와 스팍은 많은 로뮬런을 죽인 끝에 블랙홀 장치를 가진 함선 젤리피시를 보게 되고, 스팍은 젤리피시를 탈취하게 된다. 커크는 네로와 싸우고, 스팍은 나라다의 출입구를 부순 뒤 지구로 가서 드릴을 파괴한다. 드릴은 골든게이트 교 아래 바다로 추락하게 된다. 그러자 네로가 어뢰를 발포하여 스팍을 죽이려 하고, 스팍은 이때 워프하여 달아난다. 이에 나라다도 워프하여 쫓았고, 그 동안 커크는 네로의 부하와 싸우게 된다. 한참 뒤에 스팍이 워프에서 벗어나자 잠시 후 나라다가 나타난다. 이에 스팍이 나라다 쪽으로 충돌 경로로 운행하자, 네로는 있는 어뢰를 모두 발포한다. 이때 USS 엔터프라이즈 호가 나타나 모든 어뢰를 파괴한다. 나라다는 보호막과 무기 모두를 잃게 된다. 커크는 파이크 함장을 구하게 되는 순간, 전송을 요청하여 스팍과 파이크, 커크는 모두 전송되고, 젤리피시 함선은 정면으로 충돌하게 된다. 충돌하자, 그 안에 있던 모든 적색 물질이 연소하여 블랙홀이 나라다 함선 안에 만들어지게 된다. 나라다는 블랙홀에 의해 파괴되고, USS 엔터프라이즈 호도 파괴될 위기에 처하나, 스콧이 D2V43 암호로 워프 코어를 분리, 폭발시켜 그 충격파로 튕겨나가 살아남게 된다.
후에 스팍은, 스타플릿에서 2387년에서 온 스팍을 만나게 된다. 2387년에서 온 스팍은 자기가 벌컨 행성으로 개척할 행성을 찾았다면서, 스타플릿에 남으라고 권유한다. 커크는 훈장을 추서받고, 파이크는 제독으로 승진되며, 커크는 USS 엔터프라이즈 호의 지휘권을 이양받게 된다.

## 등장인물

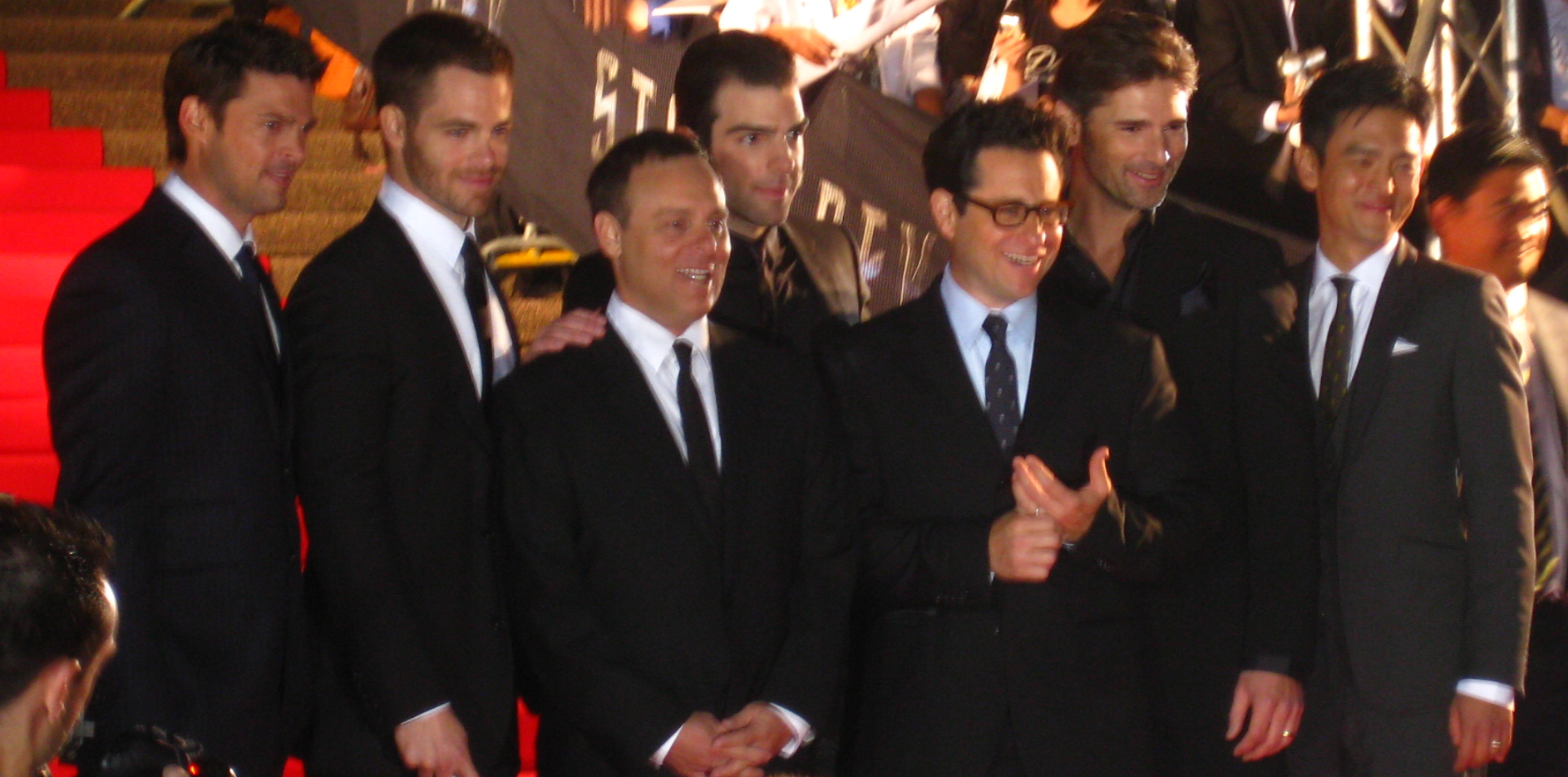
왼쪽부터 칼 어번 (레너드 매코이), 크리스 파인 (제임스 T. 커크), 브라이언 버크 (프로듀서), 재커리 퀸토 (스팍), J. J. 에이브럼스 (감독), 에릭 바나 (네로), 존 조 (히카루 술루)

| 배우                                                         | 역할                                                 | 비고                 |
| ------------------------------------------------------------ | ---------------------------------------------------- | -------------------- |
| 크리스 파인(Chris Pine) / 지미 베넷(아역)(Jimmy Bennett)     | 제임스 커크(James T. Kirk)                           | 현재                 |
| 재커리 퀸토(Zachary Quinto) / 제이컵 코건(아역)(Jacob Kogan) | 젊은 스팍(Spock)                                     | 현재                 |
| 레너드 니모이(Leonard Nimoy)                                 | 미래의 나이든 스팍(Spock)                            | 129년 후             |
| 에릭 바나(Eric Bana)                                         | 네로(Nero)                                           |                      |
| 브루스 그린우드(Bruce Greenwood)                             | 파이크 함장(Pike)                                    |                      |
| 칼 어번(Karl Urban)                                          | 레너드 '본즈' 맥코이 박사(Dr. Leonard 'Bones' McCoy) |                      |
| 조이 샐다나(Zoe Saldana)                                     | 니요타 우후라(Nyota Uhura)                           |                      |
| 사이먼 페그(Simon Pegg)                                      | 몽고메리 "스코티" 스콧(Montgomery "Scotty" Scott)    |                      |
| 존 조(John Cho)                                              | 히카루 술루(Hikaru Sulu)                             |                      |
| 안톤 옐친(Anton Yelchin)                                     | 파벨 체코프(Pavel Chekov)                            |                      |
| 벤 크로스(Ben Cross)                                         | 사렉(Sarek)                                          | 스팍의 벌칸족 아버지 |
| 위노나 라이더(Winona Ryder)                                  | 어맨다 그레이슨(Amanda Grayson)                      | 스팍의 인간 어머니   |
| 크리스 헴스워스(Chris Hemsworth)                             | 조지 커크(George Kirk)                               | 제임스 커크의 아버지 |
| 제니퍼 모리슨(Jennifer Morrison)                             | 위노나 커크(Winona Kirk)                             | 제임스 커크의 어머니 |

## 같이 보기
- 스타 트렉의 영화 목록